# دوارة الرياح

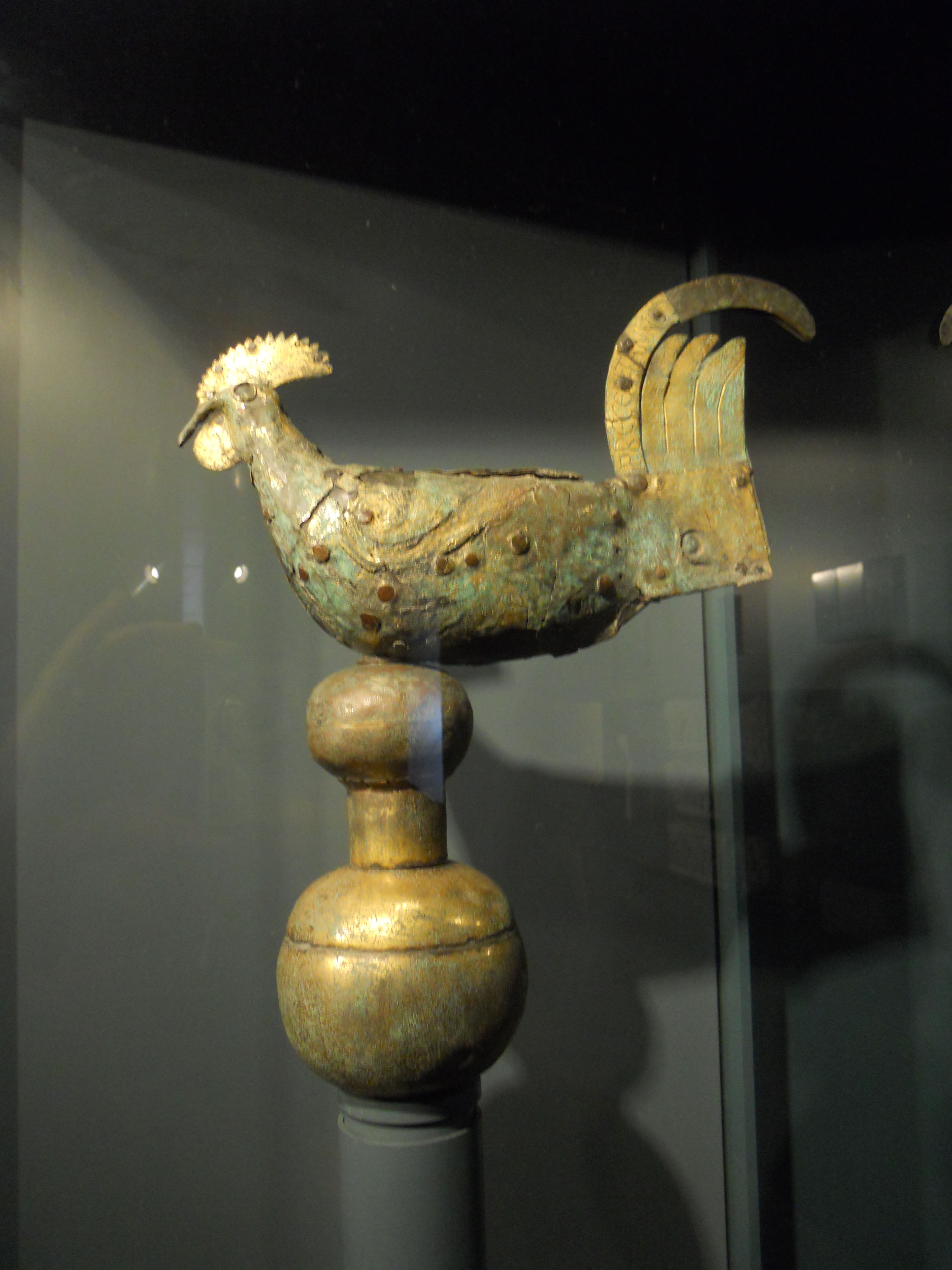

دوارة الرياح أو ديك الرياح أو الدَّرَرَة(ملاحظة 1) أو الفَرْفَارَة هو جهاز بسيط يساعد على تحديد اتجاه الرياح، ويتكون من ذراع حديدي على شكل سهم يتركز على عمود راسي من الحديد ويدور مع السهم بسهوله ويرتكز العمود والسهم على عمود اخر غير متحرك ومثبت عليه ذراعيين افقيين يشيران إلى الجهات الاصلية ونظرا لان مؤخرة السهم عريضة فان الرياح تدفعها باستمرار نحو الجهة التي تنطلق اليها في حين يبقى راس السهم مشيرا إلى الجهة التي تاتي منها الرياح ويسجل اتجاه الرياح في محطات الرصد الجوية في ساعات معينة كل يوم وتستخرج لهم متوسطات يومية وشهرية تبين فيها النسب المنوية لعدد تكرار الرياح من الاتجاهات المختلفة بالنسبة لمجموح عدد مرات الرصد وتوضع هذه النسب على الخريطة المناخية بواسطة رسم خاص يطلق عليه اسم (وردة الرياح)
دوارة الرياح تتألف من ذراع حديديّة تتخذُ شكلَ السهم المثبت فوق عمود رأسيّ حديدي، ويتزامنُ دورانه مع السهم بكلّ سهولة ويسر، ويكونُ العمود والسهم مثبتيْن فوق عمود آخر ثابت له ذراعان أفقيّتان تتجهانِ نحوَ الجهاتِ الأصليّة، ويستخدم لتحديد اتجاه الرياح.

## هوامش
- ملاحظة 1 الاسم مشتق من دَرَر، وتهني جهة مهب الريح.[2]